# Melonycteris
Melonycteris é um gênero de morcegos da família Pteropodidae. Pode ser encontrado no Arquipélago de Bismarck e nas Ilhas Salomão.

## Espécies
- Melonycteris fardoulisi Flannery, 1993
- Melonycteris melanops Dobson, 1877
- Melonycteris woodfordi Thomas, 1887